# Bibras Natkho
Bibras Natkho, född 18 februari 1988, är en israelisk fotbollsspelare som spelar för Partizan Belgrad.

## Klubbkarriär
Den 19 augusti 2019 värvades Natkho av Partizan Belgrad, där han skrev på ett treårskontrakt. I maj 2022 förlängde Natkho sitt kontrakt med 1,5 år.

## Landslagskarriär
Natkho debuterade för Israels landslag den 3 mars 2010 i en 2–0-vinst över Rumänien, där han blev inbytt i den 70:e minuten mot Gil Vermouth.